# فتق سري
الفَتْق السُّرِّي أو أو فتق السُرَّة أو البُجْرَة (بالإنجليزية: Umbilical hernia) هو حالة صحية يحدث فيها تلف لجدار البطن وراء السرة، مما قد يتسبب في بروز السرة إلى الخارج. يتكون الانبعاج أو البروز من الدهون في منطقة البطن من الثرب الأكبر أو أحيانًا أجزاء من الأمعاء الدقيقة. في كثير من الأحيان يمكن أن يُضغط البروز مرة أخرى من خلال ثقب في جدار البطن، وربما ينبعج ثانيةً عند السعال أو أي تصرُّف يؤدي لزيادة الضغط داخل البطن. يكون العلاج جراحيًا، وقد تُؤدّى الجراحة من أجل الشكل التجميلي وكذلك الأسباب المتعلقة بالصحة.

## العلامات والأعراض
يوجد الفتق في موقع السرة (تسمى عادة السرة، أو زر البطن) في الأطفال حديثي الولادة. على الرغم من أنه في بعض الأحيان، تميل هذه الفتوق إلى الشفاء دون أي تدخل علاجي في سن 2-3 سنوات. نادرًا ما يحدث الانسداد والاختناق من الفتق لأن التلف الكامن في جدار البطن أكبر مما كان عليه في الفتق الإربي في الأطفال حديثي الولادة. ويرتبط حجم قاعدة النسيج الفتقي عكسيًا مع خطر الخنق (أي قاعدة ضيقة هي أكثر عرضة للخنق).
يكون الأطفال الرضع عرضة لهذا التشوه بسبب العملية التي تحدث أثناء التطور الجنيني ويتشكل فيها أعضاء البطن خارج تجويف البطن، وتستقر داخلها في وقت لاحق من خلال الفتحة والتي ستصبح السرة.
قد يكون الفتق بلا أعراض وحاضرًا فقط باعتباره بروز في السرة. قد تظهر الأعراض عندما يسبب انقباض جدار البطن ضغطًا على محتويات الفتق. يؤدي هذا إلى آلام في البطن أو عدم الراحة. وتتفاقم هذه الأعراض مع رفع الأحمال والإجهاد.

## الأسباب

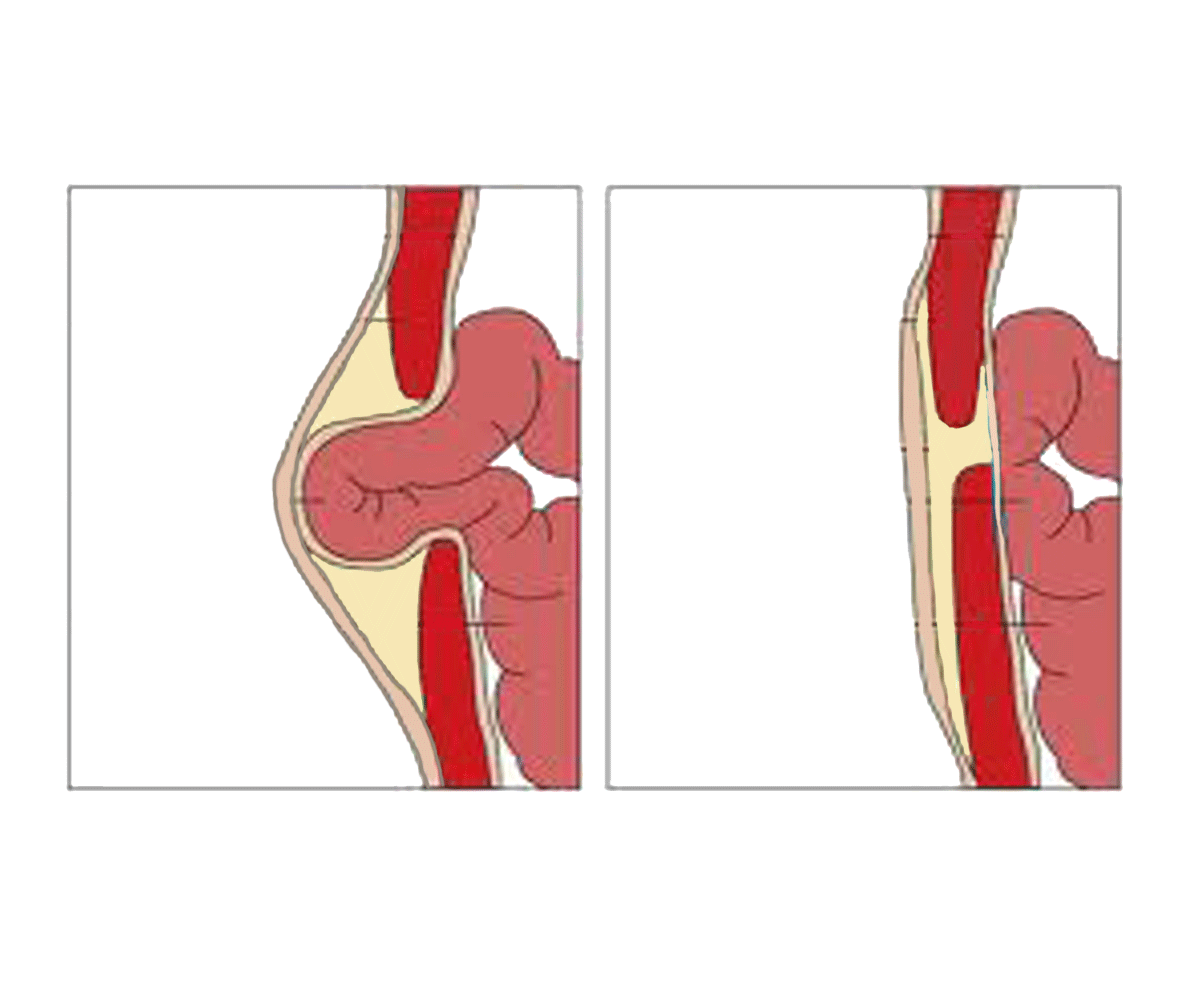
في الحالات الأكثر شدة من الفتق السري؛ يمكن أن تظهر الأمعاء الدقيقة من خلال الفتحة. وهذا نادرًا ما يسبب نقص التروية وتنخر الأمعاء ويُحتمل أن يكون مهددًا للحياة. غالبًا ما ينتج البروز من الدهون أو أجزاء من الثرب الكبير.

هناك ثلاثة أسباب للفتق السري:

### خِلْقي منذ الولادة
الفتق السري الولادي هو تشوه خلقي في السرة. ويكون بين البالغين أكثر شيوعًا بثلاث مرات في النساء عن الرجال. بينما بين الأطفال، تكون هذه النسبة متساوية تقريبًا. كما وجد أنه أكثر شيوعًا في الأطفال المنحدرين من أصل إفريقي.

### مُكتسَب
ينتج الفتق السري المكتسب مباشرة من زيادة الضغط داخل البطن الناجمة عن السمنة، ورفع الأحمال الثقيلة، والسعال المُزمن، أو الحَمْل المتكرر.

### فتق مجاور للسرة
من المهم تمييز هذا النوع من الفتق السري عن الفتق المجاور للسرة، والذي يحدث في البالغين وينطوي على تلف في خط الوسط بالقرب من السرة، ومن قيلة سرية.

## التشخيص
غالبًا ما تُشخص السرات ذات الطرف السري البارز خطئًا على أنها فتق سري، والتي هي شكل مختلف تمامًا. ولا يكون العلاج للأغراض التجميلية ضروريًا، إلا إذا كانت هناك مخاوف صحية مثل الانحباس. الفتق السري نادر. وفي دراسة شملت الأفارقة؛ كان 92% من الأطفال لديهم نتوءات، و49% من البالغين، و90% من النساء الحوامل. ومع ذلك، فإن عدد أقل من ذلك بكثير الذي كان يعاني فعلًا من الفتق: 23% فقط من الأطفال، و8% من البالغين و15% من النساء الحوامل.
عندما تكون الفتحة صغيرة (<1 أو 2 سم)، تنغلق 90% منهم في غضون 3 سنوات (بعض المصادر تفيد بشفاء 85% من جميع الفتق السري، بغض النظر عن حجمه)، وإذا كانت هذه الفتوق من دون أعراض، قابلة للاختزال، ولا تكبر، فإنه لا تكون هناك حاجة إلى عملية جراحية (بينما الحالات الأخرى يجب أخذها بعين الاعتبار).

## العلاج
في بعض المجتمعات تدفع الأمهات بشكل روتيني البروز الصغير إلى الخلف وتقوم بلصق عملة معدنية على ثقب الفتق حتى يحدث الإغلاق. لا يُنصح طبيًا بهذه الممارسة كما أن هناك خطر صغير من أن محاصرة حلقة من الأمعاء تحت جزء من العملة قد يؤدي إلى نقص التروية إلى هذا الجزء من الأمعاء. هذا «الإصلاح» لا يساعد وقد تتراكم الجراثيم تحت الشريط اللاصق، مما يسبب العدوى. فلايوجد أساس أو دليل لاستخدام الضمادات أو أي مواد أخرى لإدخال الفتق باستمرار.
يمكن إصلاح الفتق السري بطريقتين مختلفتين. يختار الجراح إما أن يقوم بخياطة جدار البطن بالغرز أو أنه يمكن أن يضع شبكة على الفتحة ويخيطها لجدران البطن. ويكون هذا الاختيار الأخير أقوى ويستخدم عادة للعيوب الأكبر في جدار البطن. لايقوم معظم الجراحين بإصلاح الفتق قبل 5-6 سنوات بعد ولادة الطفل. حيث يُشفَى معظم الفتق السري عند الرضع والأطفال من تلقاء أنفسهم، ونادرًا ما تحدث مضاعفات انحباس محتوى الفتق من الأمعاء.
يختلف حجم البروز من طفل إلى آخر. في البعض، قد يكون مجرد نتوء صغير. وفي حالات أخرى قد يكون تورمًا كبيرًا والذي يتضخم عندما يبكي الطفل. ويكون بالكاد مرئيًا عندما يكون الطفل هادئا أو نائمًا.
وعلى النقيض من الفتق الإربي، يندر حدوث المضاعفات، وبالإضافة إلى ذلك، فإن الفجوة بين العضلات عادة ماتنغلق مع مرور الوقت ويختفي الفتق من تلقاء نفسه. يكون العلاج الأساسي في هذه الحالة هو المحافظة - المراقبة مع نمو الطفل. لا يتم التدخل الجراحي إلا إذا استمر الفتق بعد سن 3 سنوات أو إذا أُصيب الطفل بأية مضاعفات أثناء فترة المراقبة مثل عدم قابلية الاختزال، وانسداد معوي، وانتفاخ في البطن مع قيء، أو احمرار الجلد المؤلم ولمعانه على التورم. تتم دائمًا العملية الجراحية تحت التخدير، حيث يتم تقريب حواف العضلات جنبًا إلى جنب مع الغرز لإغلاق التلف. يحتاج الطفل إلى البقاء في المستشفى لمدة يومين، ويكون الشفاء التام في غضون 8 أيام.
في بعض الأحيان، قد يكون هناك تورم أحمر لَحْمي يُرى في الغور من السرة والذي لا يزال قائمًا بعد سقوط الحبل خارجًا. قد ينزف عند اللمس. يحتاج هذا الأمر إلى فحص من قِبل جراح الأطفال. والأكثر احتمالًا أن يكون ورم سري والعلاج هو خياطة القاعدة بالغرز بحيث يقع ولايكون هناك نزيف. وكبديل لذلك، قد يكون ورم حبيبي سري والذي يستجيب جيدًا لنترات الملح الجاف أو الفضة عند وضعها عليه لكن قد يستغرق بضعة أسابيع للشفاء.

## معرض صور

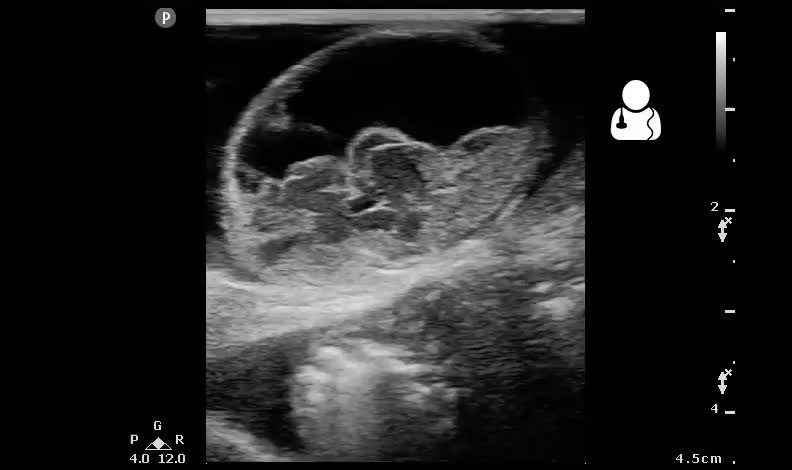

## وصلات خارجية
- نظرة عامة على موقع مستشفى المركز الطبي سينسيناتي للأطفال
- نظرة عامة نسخة محفوظة 16 يونيو 2010 على موقع واي باك مشين. على موقع جامعة ولاية بنسلفانيا